# Gonbad-e Qabus
Gonbad-e Qabus (persa گنبدقابوس) o Gonbad-e Kāvus (persa گنبدكاووس) (també Gonbad-e Ghābus o Gonbad-i Ghāboos) és una ciutat de l'Iran a la província de Golestan. Té una població de 135.868 habitants (2005) que eren uns deu mil el 1956.. Dues universitats estan presents a la ciutat: la Universitat Islàmica Azad de Gonbad i la Universitat Payamnoor de Gonbad.

## Llocs interessants
- Les ruïnes de l'antiga Gurgan, que va donar nom a la regió de la qual fou la capital, a uns 5 km a l'oest: inclouen un mausoleu suposadament de l'alida Yahya ibn Zayid.

- La seva torre o mausoleu del ziyàrida Kabus ibn Wushmgir és a la part nord del carrer principal, i va donar nom a la moderna vila. Fou proposada per ser Patrimoni de la Humanitat. Té 50,90 metres d'altura i uns mil anys d'antiguitat. Està construïda de rajola i és un cilindre amb copa cònica; el diàmetre n'és de 17 metres. Fou construïda el 1006-1007 per l'emir ziyàrida Shams al-Ma'āli Kabus ibn Wushmgir (شمس المعالي قابوس بن وشمگير), i es troba a 3 km al nord de l'antiga ciutat de Gurgan (Jorjan), una de les capitals ziyàrides. L'interior està decorat en estil muqarna. Inclou una inscripció cúfica que diu: هذا القصر العالي – لامير شمس المعالي – الامير قابوس ابن وشمگير – امر به بنائه في حياته – سنه سبع و تسعين – و ثلثمائه قمريه و سنه خمس و سبعين و ثلثمائه شمسيه

- El mur d'Alexandre o Mur de Kizil Alan (també mur d'Anushirvân, mur de Firuz, i mur de Gurgan), de 155 km de llarg i entre 6 i 10 metres d'ample, és un monument dels més destacats a les estepes de la zona. És el segon mur defensiu més gran després de la gran muralla xinesa i comença a la mar Càspia al nord de la ciutat seguint al nord-oest fins a les muntanyes Pishkamar. Una primera inspecció arqueològica es va fer el 1971 i la conclusió fou que va ser construïda pels parts al mateix temps que es construïa la muralla de la Xina; fou restaurada després durant el període sassànida. La construcció de la resclosa de Golestan, que rega tota la zona de la muralla, va impulsar una inspecció arqueològica el 1999 que va trobar més restes de la muralla; alguns castells en punts estratègics de la muralla foren identificats (uns 40), la majoria fortaleses quadrades.

- Bosc de Golestan
- Bosc de Chehelchay
- Llac d'Alma gol
- Llac d'Ala gol
- Llac d'Aji gol